# Championnats du monde de surf
Il existe plusieurs championnats du monde de surf organisés par plusieurs associations.

## Championnats de l'ASP

### ASP World Tour
Le World Championship Tour (WCT) organisé par l'Association des surfers professionnels (ASP) est le championnat du monde de surf réunissant les meilleurs surfeurs professionnels. Il est constitué d'une série d'épreuves pour les hommes, pour les femmes (depuis 2005), réparties sur l'ensemble du globe (Australie, Chili, Afrique du Sud, Fidji, Tahiti, France, Espagne, Brésil, Hawaii et États-Unis). Le championnat a lieu généralement entre les mois de février et de décembre. Le classement est réalisé grâce à un système de points acquis par les surfeurs à chaque épreuve.
Ce championnat a été créé en 1976 pour les hommes et en 1977 pour les femmes.

#### Années avant la création du WQS
De 1976 à 1992 pour les hommes et de 1977 à 1997 pour les femmes, le championnat était ouvert à un groupe de surfeurs professionnels ainsi qu'à des amateurs sur invitation des organisateurs. Seuls les professionnels étaient payés.  
Le nombre d'épreuves a varié de 10 (1980) à 25 (1989) pour les hommes et de 2 (1980) à 29 (1996) pour les femmes.

#### Depuis la création du WQS
Chaque année, les 27 premiers hommes et 10 premières femmes du classement sont requalifiés pour l'année suivante. Les 15 premiers hommes et 7 premières femmes du WQS sont également qualifiés pour le championnat suivant. De plus, l'ASP désigne pour les hommes 2 ou 3 surfeurs repêchés. Enfin, l'ASP désigne 3 remplaçants et remplaçantes pour l'année suivante.

#### Particularité
Pour les saisons 1990 et 1991 en plus du WCT, il y avait le International Pro-Am dont les 2 champions ont par la suite reçu le titre de Champion du monde WQS.

### World Qualifying Series
Le World Qualifying Series (WQS) est organisé par l'Association des surfers professionnels (ASP). Il est parfois dans les médias dénommé Championnat du monde de surf de 2e division.
Ce WQS a été créé officiellement en 1992 pour les hommes et 1997 pour les femmes.
Ce championnat se déroule sur une année. Les épreuves ont des barèmes de points différents suivant l'importance du contest. Il peut y avoir plusieurs épreuves la même semaine.
Les surfeurs et surfeuses qualifiés en WCT peuvent y participer, mais seulement pour des épreuves d'un niveau supérieur ou égal à 4 étoiles.

### World Longboard Tour
Le World Longboard Tour (WLT) est organisé par l'Association des surfers professionnels (ASP). Il adopte le même principe que le WCT mais appliqué au longboard et avec moins d'épreuves.
Le WLT a été créé en 1986.

### World Junior Championship
Le World Junior Championship (WJC) est organisé par l'Association des surfers professionnels (ASP). Contrairement aux WCT, WQS et WLT, le WJC ne se déroule que sur une seule épreuve dans un lieu unique pour les garçons et les filles.
Les participants sont désignés en fonction des résultats de l'année en junior par les ASP régionales : ASP Australasia, ASP North America, ASP South America, ASP Hawaï, ASP Europe, ASP Japon, ASP Africa. Chaque ASP a un quota de places défini.
Le WJC a été créé en 1998 pour les garçons et en 2005 pour les filles.

### Projets 2010
Poussée par les surfeurs, les sponsors et un projet concurrent sérieux, l'ASP (l'Association des Surfeurs Professionnels) a prévu de bouleverser et redynamiser la formule actuelle du Championnat du monde.

## Championnats de l'ISA
L'International Surfing Association (ISA) est reconnue par le Comité international olympique (CIO) en tant qu'autorité d'administration mondiale pour le surf. Il a été fondé à l'origine comme la Fédération internationale du surf en 1964 et a organisé les championnats du monde (ou Jeux mondiaux de surf) depuis 1964 et les championnats du monde junior depuis 1980.